# Германова Євдокія Олексіївна
Євдокія Олексіївна Германова (нар. 8 листопада 1959, Москва, СРСР) — радянська і російська акторка театру і кіно, режисерка, педагогиня. Заслужена артистка Росії (1995). Лауреатка ряду вітчизняних і зарубіжних фестивалів.

## Життєпис
Народилася 1959 року в Москві, в родині професора, доктора геологічних наук.
- Батько: Германов Олексій Іванович. (нар. 25.10.1915) — доктор геологічних наук, професор.
- Мати: Спиридонова Галина Іванівна. (нар. 14.05.1936) — хімік за освітою.
- Сестра: Германова Любов Олексіївна (нар. 1961, Москва) — радянська і російська акторка кіно, дублювання і телебачення.[4]

Дітей не має. Раніше виховувала хлопчика Колю з дитячого будинку, однак через кілька років відмовилася від нього, оголосивши психічно хворим. Багато років потому Коля в ефірі програми «Нехай говорять» спростував звинувачення колишньої прийомної матері, розповівши свою версію скасування усиновлення — вона просто не впоралася з вихованням дитини, оскільки майже не приділяла йому часу.
- У 1972—1974 роках співала в хорі Ансамблю імені Локтєва Московського Палацу Піонерів і школярів
- У 1976 році закінчила середню школу № 5 міста Москви
- Займалася в незалежних театральних студіях
- 1979 р. в одному з самодіяльних спектаклів її побачив головний режисер Московського театру на Таганці Юрій Любимов і запросив вчорашню школярку до свого колективу.
- 1981—1986 рр. — навчалася на акторському факультеті в ГІТІСі (курс О. Табакова і А. Леонтьєва). Через рік була прийнята до трупи театру-студії під керівництвом Олега Табакова.
- Грає у виставах МХТ імені А. П. Чехова і незалежних театральних проектах.
- У кіно дебютувала в 1975 році. Зіграла більше 70 ролей у фільмах та серіалах. Знімалася в картинах українських кіностудій.
- Лауреатка престижних кінофестивалів і премій. Яскрава драматична, характерна і комедійна акторка.
- Педагогиня.[7] У 2000 -х рр. працювала викладачкою в Школі-студії МХАТ, майстерня Костянтина Райкіна і в Міжнародному слов'янському інституті
- З 2012 року — керівниця майстерні театрального факультету Московського інституту телебачення і радіомовлення «Останкіно» і Вищої Школи Кіно і Телебачення «Останкіно».[8]
- У 2016 році була запрошеною викладачкою в Гарварді (Акторська Школа Станіславського)
- Має диплом психолога і міжнародний сертифікат НЛП-практик.
- З 2017 року Євдокія Германова керує майстернею Театрального факультету Університету Синергія[9]
- З 2018 року завідувачка кафедрою театральної майстерності факультету театру, кіно та телебачення Університету Синергія

## Творчість

### Ролі в театрі
Театр на Таганці [Архівовано 4 квітня 2019 у Wayback Machine.]
- 1979 — «Година Пік» Єжи Ставінський. Режисер А. Буров — Ева
- 1979 — «Ромео і Джульєтта», Вільям Шекспір. Режисер А. Демидов — Бенволіо
- 1980 — «Будинок на набережній» Юрій Трифонов. Режисер Юрій Любимов

#### Московський театр-студія під керівництвом Олега Табакова
- 1984 — «Прищучив» Баррі Кифф. Режисер Олег Табаков — Лінн
- 1987 — «Жайворонок» Жана Ануя. Режисер Олег Табаков— маленька королева Жанна д'Арк[10]
- 1987— «Крісло» Юрій Поляков. Режисер Олександр Марін — Мілочка[11]
- 1987 — «Дві стріли» — Люди племені
- 1987 — «Алі-Баба та інші» — Фатіма, дружина Касима
- 1987 — «Прощайте… і рукоплещите» Олексій Богданович Режисер Олег Табаков — Теодора Медебак, актриса [Архівовано 20 березня 2019 у Wayback Machine.]
- 1987 — «Білоксі-Блюз» Ніла Саймона. Режисер Олег Табаков — Дезі
- 1987 — «Віра. Любов. Надія» Едена фон Хорвата — Елізабетт
- 1988 — «Дірка» Режисер Олександр Галін — Пардо[12]
- 1989 — «Затоварена бочкотара» В. П. Аксьонов. Режисер Е. Каменькович — Степанида Юхимівна
- 1991 — «Ревізор» Миколи Гоголя. Режисер Сергій Газаров — Ганна Андріївна[13]
- 1995 — «Псих» А. Мінчін. Режисер Андрій Житинкін — Ліна Дмитрівна[14]
- 1995 — «Останні» Максима Горького. Режисер А. Шапіро — Пані Соколова[15]
- 2000 — «Сто йен за послугу» Мінору Бецуяку. Режисер Олена Невежина — Вона[16]
- 2000 — «На дні» М. Горького. Режисер А. Шапіро — Анастасія[17]
- 2000 — «Ще Ван Гог». Режисер В. Фокін — мати[18]
- 2002 — «Місто». Євген Гришковц. Режисер Олександр Назаров — Тетяна
- 2004 — «Коли я вмирала» У. Фолкнер. Режисер Міндаугас Карбаускіс - Адді Бандрен[19]
- 2005 — «Болеро» П. Когоут. Режисер Володимир Петров — Герміна
- 2007 — «Процес» Ф. Кафка. Режисер Костянтин Богомолов — Фрау Груба, Директорка канцелярії[20]
- 2007 — «Затоваренная бочкотара» В. П. Аксьонов. Режисер Євген Каменькович — Степанида Юхимівна[21]
- 2017 — «Ночі Кабірії». Режисери Олена Лаптєва та Яніна Колесніченка — Бомба[22]

#### Московський художній театр імені А.П.Чехова
- 2004 — «Вишневий сад» А. П. Чехов. Режисер Адольф Шапіро — Шарлотта Іванівна, гувернантка[23]
- 2006 — «Остання помилка Моцарта» Д. Мінчек. Режисер Ю. В. Єрьомін — Констанція[24]

Антрепризні вистави
- 1992 — «Титул» Олександр Галін (Італія).
- 1993 — «Mystery» — вистава англійською мовою
- 1994 — «Тачка у плоті» (Петро Гладилін). Режисер Євген Каменькович. Російсько-французький театральний центр «Сафо», автосалон «Нью-Йорк моторс») —[25]
- 1997 — «Мертва мавпа» Режисер А. В. Парра
- 1999 — "Афінські вечори"Петро Гладилін. Режисер Микола Чіндяйкін.
- 2012 — «Я Едмон Дантес» Мюзикл. Режисер Єгор Дружинін. Музика Лора Квінт. — Елоїза Вільфор [Архівовано 3 квітня 2019 у Wayback Machine.]
- 2014 — «Фаїна. Птах, ширяюча в клітці». Режисер Станіслав Євстигнєєв — Любов Орлова[26]
- 2014 — «Гра уяви» Еміль Брагінський. Режисер В'ячеслав Невинний - Рита[27]
- 2017 — «Тріумфальна Арка» Еріх Марія Ремарк. Режисер Лев Рахлін — Ежені
- 2018 — «Учитель Танців». Лопе Де Вега. Режисер Лев Рахлін[28]

### Режисерські роботи
- 2014 — «Скок в ліжко» Марселя Мітуа. Студія «25-й ряд»[29]
- 2015 — «Несвяті». Студія «25-й ряд»[30]
- 2016 — "Експрес «Каліфорнія»[26] Джозефіна Лоуренс. Вистава компанії ФІТ
- 2017 — «Розбуди себе»[31]. (МІТРО)

### Фільмографія
1. 1975 — В очікуванні дива — донька Сидоркіна
2. 1976 — Неповнолітні — Віра
3. 1976 — Розіграш — Даша Розанова
4. 1976 — Стажер — подруга Каті Савельєвої
5. 1977 — Повернення сина — Тоня
6. 1977 — Подарунок долі — ткаля (Одеська кіностудія)
7. 1977 — Портрет з дощем — Марина Куликова
8. 1978 — На дні (короткометражний) — Наташа (в титрах — Д. Германова)
9. 1979 — Сцени з сімейного життя — Ліля, подруга Каті
10. 1980 — Накажи собі — Надя Ромашкіна
11. 1980 — Дивна відпустка (Кіностудія ім. О. Довженка)
12. 1982 — Пічники — Льоля, дружина Олексія Трофимовича
13. 1982 — Весільний подарунок — Оксана (Одеська кіностудія)
14. 1985 — Нам не дано передбачити… (новела «Манька») — Таня Агєєва
15. 1987 — Крісло / Kreslo (фільм-спектакль) — Мілочка
16. 1987 — Чи ми це? — Вона
17. 1987 — Чоловічі портрети — Алла Осенєва, актриса театру
18. 1988 — Коментар до прохання про помилування — Рижа
19. 1988 — Нові пригоди янкі при дворі короля Артура — Сенді (Кіностудія ім. О. Довженка)
20. 1988 — Казки про Італію
21. 1988 — Подія в Утіноозьорську — Альбіна Василівна
22. 1989 — Ось вона — воля! / Itt a szabadság! (Угорщина) — Дуся
23. 1989 — Маракута (к/м)
24. 1989 — Життя за лімітом — Свєтка
25. 1989 — Крейзі (к/м) — Віра
26. 1991 — Ближнє коло — вихователька в дитячому будинку
27. 1991 — Кікс — Жанна Плавська
28. 1991 — Мертві без поховання, або Полювання на щурів
29. 1991 — Ніагара — Лариса («Ніагара») (Кіностудія ім. О. Довженка)
30. 1991 — Стару-ха-рмса — дама
31. 1991 — Ревізор (фільм-спектакль) — Ганна Андріївна, дружина городничого
32. 1992 — Божевільні макарони, або Помилка професора Буггенсберга — «Сонька — Золота ручка»
33. 1993 — Вишневий сад — Шарлотта
34. 1993 — Спосіб вбивства — Вірджинія Додж (Кіностудія ім. О. Довженка)
35. 1994 — Серп і молот — Віра Раєвська
36. 1995 — Мусульманин — Вірка
37. 1995 — Це — ми! —
38. 1997 — «Смугла леді сонетів» (фільм-спектакль) — королева Єлизавета
39. 1998 — Падіння вгору (Білорусь)
40. 2000 — Власна тінь — Рита
41. 2000 — Щоб пам'ятали (документальний)
42. 2001 — Сищики —  Дар'я
43. 2001 — Емігрантка, або Борода в окулярах і бородавочник — Тузік
44. 2001 — 2004 — Ростов-папа — Варвара, клієнтка поета
45. 2002 — Головні ролі — Руссо
46. 2003 — Варвар (США) — Barbarian Witch, відьма
47. 2003 — Даша Васильєва. Любителька приватного розшуку —  Жаклін
48. 2003 — Найкраще місто Землі —  Чусова
49. 2003 — Подаруй мені життя —  Наташа, мати Ольги
50. 2003 — Спас під берестами —  Тамара Сугробова («Любов Орлова»)
51. 2004 — Моє велике вірменське весілля —  Ліля
52. 2004 — Російське —  Раїса Федорівна, мати Їжа
53. 2004 — Вузький міст — епізод
54. 2004—2005 — Обережно, Задов! — сестра
55. 2004 — Останні (фільм-спектакль)
56. 2005 — Час збирати каміння — Нюра
57. 2005 — Псих — Ліна Дмитрівна, лікар-убивця
58. 2006 — Мисливець —  Валентина, відьма в минулому, співробітниця редакції
59. 2006 — Колір неба —  жінка зі шпилькою
60. 2007 — Іванко —  директор будинку дитини
61. 2007 — Гілка бузку —  Сатіна
62. 2007 —  2009 — Вогонь любові —  Клавдія / тітка Катя
63. 2008 — І світить, і гріє (режисерська курсова робота Ольги Кормухіної)[32] — головна роль
64. 2008 — Дівчинка —  Ірина Вадимівна Ярцева, мати Олени
65. 2008 — Спадщина —  Валентина Семенівна, мати Сергія
66. 2008 — Новорічна сімейка —  Наталя Степанівна Старгородська (Україна)
67. 2008 — Розіграш —  мати Таї
68. 2009 — Барвиха —  Жанетт, прибиральниця
69. 2009 — Журов (фільм № 7 «Смертельний номер», серії 13-14) —  Амалія Берулава (до шлюбу — Данилова), артистка цирку, донька відомого клоуна Олега Данилова
70. 2009 — Сорок третій номер —  мати Андрія
71. 2009 — Дах —  баба Нюра
72. 2010 — Дівич-вечір —  Альбіна Матвіївна
73. 2010 — Будинок сонця —  керівник туристичної групи
74. 2010 — Одружити мільйонера! —  Клара Степанівна, мати Семена
75. 2010 — Олег Табаков. Запалює зірки (документальний)
76. 2010 — У кожного своя війна —  тітка Катя, мати Гавроша
77. 2010 — Смерть в пенсне, або Наш Чехов —  Шарлотта
78. 2010 — Сорок третій номер —  мати Андрія
79. 2010 — Квіти від Лізи —  Маргарита Миколаївна
80. 2010 — Жила-була одна баба —  Феклуша
81. 2011 — На все життя —  Люся
82. 2012 — Злочин у спадок —  Рина мати Пашки
83. 2012 — Петрович —  Раїса Степанівна Нікітіна / Тамара Степанівна Нікітіна, вчителька старших класів, сестра-близнюк Раїси
84. 2012 — Вишневий сад (фільм-спектакль) —  Шарлотта Іванівна, гувернантка
85. 2013 — Секс, кава, сигарети —  Флора Варфоломіївна, професорка
86. 2013 — Дві зими і три літа —  Софія
87. 2015 — Леді зникають опівночі —  Рената Немирівська, подруга Геннадія
88. 2017 — Анна Кареніна. Історія Вронського —  графиня Картасова
89. 2017 — Анна Кареніна —  Графиня Картасова
90. 2017 — А. Л. Ж. И. Р. — # 2018 — Свєта з того світу —  Олена, мати Світлани  та ін.

## Визнання і нагороди
- 1986 — V Всесоюзний фестиваль молодих кінематографістів: Гран-Прі за найкращу жіночу роль у фільмі «Нам не дано передбачити…» (1985) реж. О. Наруцькой
- 1991 — Київський Міжнародний кінофестиваль «Молодість»: Приз глядацьких симпатій і Приз журі за найкращу жіночу роль у фільмі «Ніагара» (1991) реж. А. Візиря
- 1992 — МКФ у Карлових Варах: Гран-Прі «Кришталевий глобус» за найкращу жіночу роль у фільмі «Кікс» (1991) реж Сергій Лівнєв
- 1992 — Кінофестиваль «Сузір'я»: Головний приз за найкращу жіночу роль у фільмі «Кікс»
- 1994 — МКФ у Салоніках: Спеціальна згадка журі (фільм Серп і молот)
- 1995 — Заслужена артистка Росії[3]
- 2000 — Лауреатка Міжнародної премії Станіславського за роль Насті у виставі «На дні» Максима Горького
- 2002 — Приз Віри Холодної, як самій граціозній актрисі
- 2005 — Приз «Найкраща жіноча роль другого плану» на Третьому міжнародному фестивалі воєнного кіно імені Ю. Озерова (фільм «Час збирати каміння» 2005).